# قطعنامه ۴۲۵ شورای امنیت
قطعنامه ۴۲۵ شورای امنیت سازمان ملل متحد که در تاریخ ۱۹ مارس ۱۹۷۸ (۲۸ اسفند ۱۳۵۶) تصویب شد، سندی بین‌المللی دربارهٔ اسرائیل-لبنان است. این قطعنامه طی نشست ۲٬۰۷۴ام با ۱۲ موافق، ۰ مخالف و ۲ ممتنع تصویب شد.
قطعنامه شماره (۴۲۵) سال ۱۹۷۸: مبنی بر دعوت اسرائیل به متوقف ساختن اقدامات نظامی علیه تمامیت ارضی لبنان و عقب‌نشینی نیروهای خود از کلیه سرزمینهای لبنانی.
شورای امنیت با آگاهی از نامه‌های نماینده دائمی لبنان به شماره‌های (اس - - ۱۲۶۰۰) و (اس - - ۱۲۶۰۶) و نماینده دائمی اسرائیل به شماره (اس - - ۱۲۶۰۷) و استماع سخنان نمایندگان دائم لبنان و اسرائیل، از فروپاشیدن اوضاع در خاورمیانه و انعکاس آن در حفظ صلح جهانی اظهار نگرانی شدید می‌کند و به خاطر اینکه شورای امنیت باور دارد که اوضاع کنونی موانعی را در برابر رسیدن به صلح عادلانه در خاورمیانه ایجاد کرده:
به احترام قاطعانه تمامیت ارضی، حاکمیت و استقلال سیاسی و ثبات در داخل مرزهای رسمی شناخته شده لبنان دعوت می‌نماید.
اسرائیل را به متوقف نمودن فوری اقدامات نظامی علیه یکپارچگی سرزمین لبنان و عقب‌نشینی فوری نیروهای خود از سرزمینهای لبنان دعوت می‌کند.
شورای امنیت، در پرتو درخواست لبنان، تصمیم
گرفته یک نیروی بین‌المللی موقت و فوری در جنوب لبنان که تحت فرماندهی خود می‌باشد و جهت اطمینان به عقب‌نشینی نیروهای اسرائیلی و بازگشت صلح جهانی به حالت سابق خود و کمک به دولت لبنان برای فراهم ساختن کنترل منطقه تشکیل دهد. عناصر این نیروها باید از کشورهای عضو سازمان ملل باشد.
شورای امنیت از دبیرکل درخواست می‌کند که طی ۲۴ ساعت از اجرای این قطعنامه گزارشی تهیه و به این شورا ارائه نماید. شورای امنیت این قطعنامه را در جلسه شماره ۲۰۷۴ با ۱۲ رای موافق و دو رای ممتنع و بدون رای مخالف، تصویب کرد.